# 嘩鬼旅行團
《嘩鬼旅行團》是劉仕裕執導的電影作品，由羅維，張華標、薛家華、方世強編劇的一部具有搞笑、恐怖的劇情片。本片在1992年上映。

## 演員
| 演員   | 角色     | 關係                                                                                           | 粵語配音 |
| 林正英 | 馬九英   | 中國茅山道士，李嘉玲的表哥，和李嘉玲合力對付在酒店的嘩鬼。                                     | 張炳強   |
| 吳君如 | 李嘉玲   | 具特異功能，在參加旅行團時旅行車路經亂葬崗因惹怒了惡鬼招禍，所以和馬九英合力對付在酒店的嘩鬼。 | 龍寶鈿   |
| 胡楓   | 酒店經理 | 目睹酒店的電梯有很多人卻沒有超重，但卻不信酒店閙鬼。                                           | 黃子敬   |
| 周文健 | 向東     | 在來香港前已死去的鬼。                                                                         | 高翰文   |
| 邱建國 | 李炳     | 在來香港前已死去的鬼。                                                                         |          |
| 林啟榮 | 向方     | 在來香港前已死去的鬼。                                                                         |          |
|        | 何強     | 在來香港前已死去的鬼。                                                                         |          |
| 熊欣欣 | 向紅     | 在來香港前已死去的鬼。                                                                         |          |
| 韓佩珊 | 施麗     | 在來香港前已死去的鬼。                                                                         | 陸惠玲   |
| 曹查理 | 錢先生   | 富商，性格好色，欲誘惑施麗和自己發生關係，但發現對方是鬼而失敗，逃跑時被李炳殺害。             | 馮志輝   |
| 黃一飛 | 村民     | 吃東西噎着，被李嘉玲救回。                                                                     | 周志輝   |
| 張錚   | 潮州成   | 用鉅款來跟經理簽約買下酒店的富翁。曾與村委書記錯換腎臟，李嘉玲的任務目標。                     |          |
| 劉錫賢 | 比洋     | 當地仕紳，被李嘉玲用特異功能取走一顆腎臟。                                                     |          |

## 外部連結
- 開眼電影網上《嘩鬼旅行團》的資料（繁體中文）
- 豆瓣电影上《嘩鬼旅行團》的資料 （简体中文）
- 时光网上《嘩鬼旅行團》的資料（简体中文）
- 香港影庫上《嘩鬼旅行團》的資料（繁體中文）
- 互联网电影数据库（IMDb）上《嘩鬼旅行團》的资料（英文）